# Kristallen 2014
Kristallengalan 2014 ägde rum 29 augusti 2014 och sändes i TV4. Galan producerades av Jarowskij och precis som föregående år hölls den på Stockholmsmässan. Med galan 2014 firade Kristallen tioårsjubileum. Programledare var Malin Åkerman, David Hellenius, Johan Petersson, Malin Gramer, Kalle Moraeus och Petra Mede. Hederspriset gick till Gunilla Nilars. Till årets TV-program utsågs Jills veranda. Årets sport-TV-profil blev André Pops, årets manliga programledare blev David Hellenius och årets kvinnliga programledare  blev Jill Johnson.

## Nominerade och vinnare

### Årets underhållningsprogram
| Vinnare                         | Vinnare |
| ------------------------------- | ------- |
| Så mycket bättre                | TV4     |
| Övriga nominerade               |         |
| Hasselhoff - en svensk talkshow | TV3     |
| Let's dance                     | TV4     |
| På spåret                       | SVT     |
| Tack för musiken                | SVT     |

### Årets dokusåpa
| Vinnare             | Vinnare |
| ------------------- | ------- |
| Paradise Hotel      | TV3     |
| Övriga nominerade   |         |
| Dessertmästarna     | Kanal 5 |
| Farmen              | TV4     |
| Hela Sverige bakar  | Sjuan   |
| Sveriges mästerkock | TV4     |

### Årets TV-drama
| Vinnare             | Vinnare |
| ------------------- | ------- |
| Bron                | SVT     |
| Övriga nominerade   |         |
| Annika Bengtzon     | TV4     |
| Fröken Frimans krig | SVT     |
| Morden i Sandhamn   | TV4     |
| Tjockare än vatten  | SVT     |

### Årets humorprogram
| Vinnare           | Vinnare |
| ----------------- | ------- |
| Solsidan          | TV4     |
| Övriga nominerade |         |
| 112 Aina          | TV6     |
| Café Bärs         | Kanal 5 |
| Partaj            | Kanal 5 |
| SNN News          | TV4     |

### Årets barn- och ungdomsprogram
| Program                        | Kanal   |
| Vinnare                        | Vinnare |
| ------------------------------ | ------- |
| Barna Hedenhös uppfinner julen | SVT     |
| Övriga nominerade              |         |
| Bröderna Fluff                 | TV4     |
| Du och jag                     | UR      |
| Labyrint                       | SVT     |
| Snickesnackarn                 | SVT     |

### Årets livsstilsprogram
| Program                 | Kanal   |
| Vinnare                 | Vinnare |
| ----------------------- | ------- |
| I huvudet på Gunde Svan | TV4     |
| Övriga nominerade       |         |
| Alla är fotografer      | SVT     |
| Halv åtta hos mig       | TV4     |
| Lyxfällan               | TV3     |
| Svett och etikett       | SVT     |

### Årets fakta- och aktualitetsprogram
| Vinnare                             | Vinnare |
| ----------------------------------- | ------- |
| Breaking News med Filip och Fredrik | Kanal 5 |
| Övriga nominerade                   |         |
| De obekväma                         | UR      |
| Fittstim – min kamp                 | SVT     |
| Korrespondenterna                   | SVT     |
| Stalkers                            | TV3     |

### Årets granskning
| Vinnare                                       | Vinnare |
| --------------------------------------------- | ------- |
| Dokument inifrån – Kvinnan bakom Thomas Quick | SVT     |
| Övriga nominerade                             |         |
| Kalla fakta – Lögnen om barnen                | TV4     |
| Trolljägarna – Näthatarna                     | TV3     |
| Uppdrag Granskning – Hälsans förskola         | SVT     |
| Uppdrag Granskning – Kommungranskarna         | SVT     |

### Årets dokumentärprogram
| Vinnare                           | Vinnare |
| --------------------------------- | ------- |
| Searching for Sugar Man           | SVT     |
| Övriga nominerade                 |         |
| Brottskod                         | TV3     |
| Familjen Persson i främmande land | SVT     |
| Frihet bakom galler               | SVT     |
| Porrkungens tårar                 | SVT     |

### Årets realityprogram
| Vinnare                  | Vinnare |
| ------------------------ | ------- |
| Jills veranda            | SVT     |
| Övriga nominerade        |         |
| Berg & Meltzer i Amerika | Kanal 5 |
| Kommunpampar             | SVT     |
| Ryttareliten             | SVT     |
| Ullared                  | Kanal 5 |

### Årets kvinnliga skådespelare i en TV-produktion
| Vinnare                                  | Vinnare |
| ---------------------------------------- | ------- |
| Sofia Helin – Bron                       | SVT     |
| Övriga nominerade                        |         |
| Aliette Opheim – Tjockare än vatten      | SVT     |
| Christine Meltzer – Partaj               | Kanal 5 |
| Josephine Bornebusch – Welcome to Sweden | TV4     |
| Sissela Kyle – Fröken Frimans krig       | SVT     |

### Årets manliga skådespelare i en TV-produktion
| Vinnare                                | Vinnare |
| -------------------------------------- | ------- |
| Henrik Dorsin – Solsidan               | TV4     |
| Övriga nominerade                      |         |
| Björn Kjellman – Att vara              | TV3     |
| Joel Spira – Tjockare än vatten        | SVT     |
| Johan Petersson – Partaj och Café Bärs | Kanal 5 |
| Måns Nathanaelson – 112 Aina           | TV6     |

### Årets kvinnliga programledare
| Vinnare                           | Vinnare |
| --------------------------------- | ------- |
| Jill Johnson                      | SVT     |
| Övriga nominerade                 |         |
| Christine Meltzer och Carina Berg | Kanal 5 |
| Gry Forssell                      | TV4     |
| Malin Gramer                      | TV3     |

### Årets manliga programledare
| Vinnare                             | Vinnare |
| ----------------------------------- | ------- |
| David Hellenius                     | TV4     |
| Övriga nominerade                   |         |
| Filip Hammar och Fredrik Wikingsson | Kanal 5 |
| Leif G.W. Persson                   | SVT     |
| Robert Aschberg                     | TV3     |

### Årets sport-TV-profil
| Vinnare           | Vinnare |
| ----------------- | ------- |
| André Pops        | SVT     |
| Övriga nominerade |         |
| Anna Brolin       | TV4     |
| Ola Wenström      | TV3     |
| Tommy Åström      | Kanal 5 |

### Årets program
| Vinnare           | Vinnare |
| ----------------- | ------- |
| Jills veranda     | SVT     |
| Övriga nominerade |         |
| La Bamba          | Kanal 5 |
| Paradise Hotel    | TV3     |
| Så mycket bättre  | TV4     |

### Hederspriset
- Gunilla Nilars